# Bryggen
Bryggen (molo o approdo in norvegese) chiamato anche Tyskebryggen (L'approdo tedesco o dei tedeschi) è lo storico quartiere lungomare della città di Bergen in Norvegia costituito da case di legno edificate in linea e sede dei commercianti della lega anseatica dal XIV al XVIII secolo. Il quartiere occupa tutto il lato orientale della baia di Vågen.

## Storia

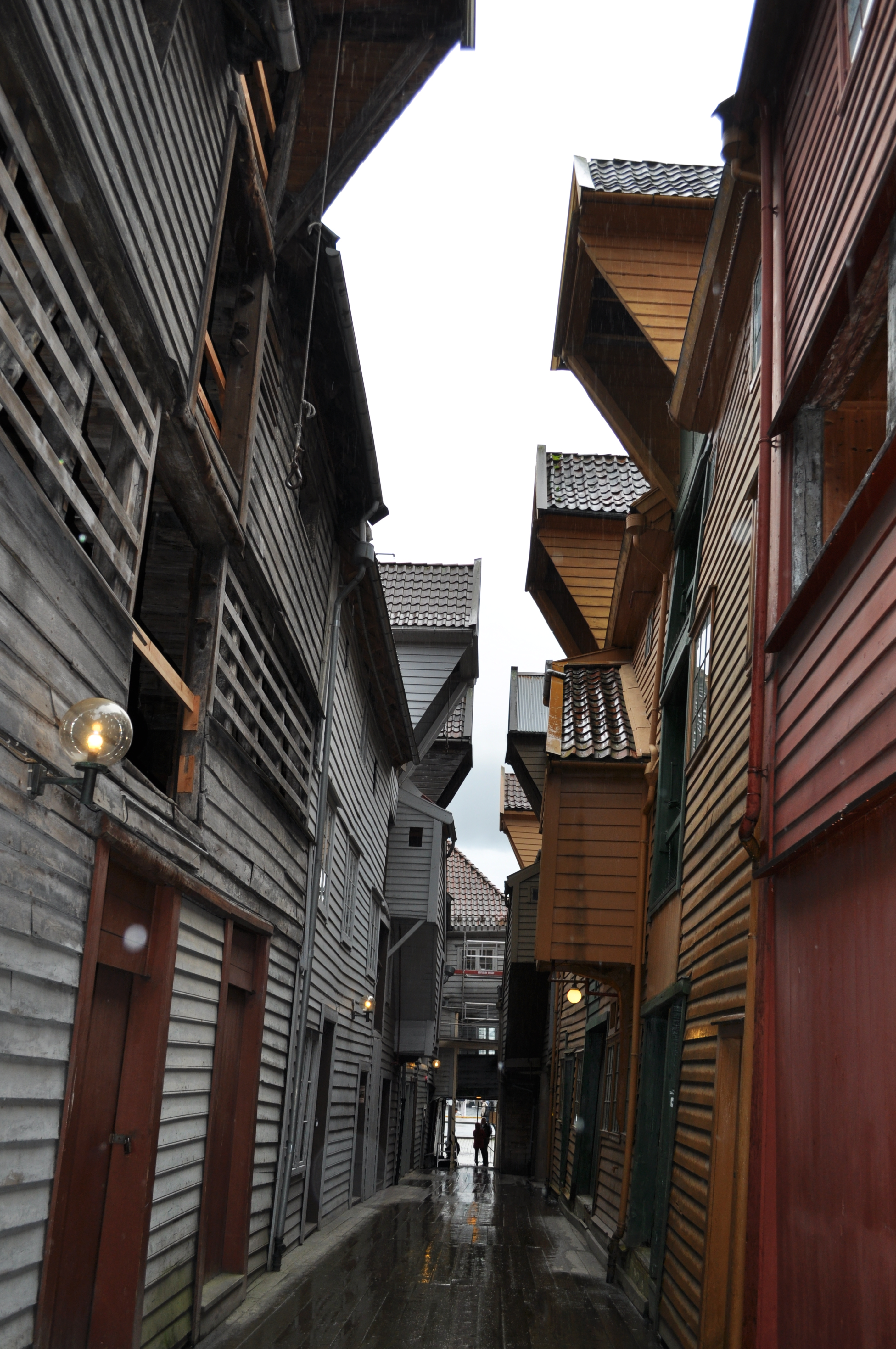
I cunicoli interni tra le case del Bryggen

La fondazione di Bergen risale al 1070 e nel 1360 vi fu aperto un ufficio (Kontor) della Lega Anseatica, la città divenne un importante centro del commercio. Gli scambi riguardavano soprattutto lo stoccafisso proveniente dal nord del paese e i cereali proveniente dall'Europa.

Visione di fronte

Negli edifici di Bryggen risiedevano gli impiegati, in maggioranza tedeschi, della lega, le attività amministrative e i magazzini. Gli edifici furono ricostruiti in seguito all'incendio del 1702 che distrusse gran parte dell'area. Attualmente circa un quarto degli edifici sono ancora originali, le costruzioni restanti sono più recenti anche se alcune strutture interrate risalgono al XV secolo.
Gli edifici ospitano attività legate al turismo, negozi, ristoranti e musei tra i quali il museo anseatico e il museo di Bryggen. Il quartiere con le 62 case di legno rimaste è stato classificato dall'UNESCO tra i patrimoni dell'umanità.